# Heterixalus luteostriatus
Heterixalus luteostriatus is een kikker uit de familie van de rietkikkers (Hyperoliidae). De soort werd beschreven door Andersson in 1910. Tot 1994 werd de soort als ondersoort gezien van Heterixalus boettgeri onder de naam Heterixalus boettgeri luteostriatus.

## Leefgebied
De soort is endemisch in Madagaskar en leeft op een hoogte tot 800 meter. De soort komt vooral voor in de droge loofbossen van Madagaskar (in het westen en noordwesten van het land), onder andere in het nationaal park Isalo en het nationaal park Ankarafantsika.

## Uiterlijke kenmerken
Een mannetje kan een lichaamslengte van 25 tot 28 millimeter bereiken; een vrouwtje wordt meestal 26 tot 30 millimeter lang. De kleur is groen met aan iedere flank een gele, donkeromzoomde lengtestreep.